# Campeonato Mundial de Esquí Nórdico de 1991
El XXXIX Campeonato Mundial de Esquí Nórdico se celebró en la localidad alpina de Val di Fiemme (Italia) entre el 7 y el 17 de febrero de 1991 bajo la organización de la Federación Internacional de Esquí (FIS) y la Federación Italiana de Deportes de Invierno.

## Esquí de fondo

### Masculino
| Evento                   | Oro                                                                                | Plata                                                                                | Bronce                                                                                   |
| ------------------------ | ---------------------------------------------------------------------------------- | ------------------------------------------------------------------------------------ | ---------------------------------------------------------------------------------------- |
| 10 km EC (11.02)         | Terje Langli · Noruega · 25:55,0                                                   | Christer Majbäck · Suecia · 25:59,7                                                  | Torgny Mogren · Suecia · 26:01,5                                                         |
| 15 km EL (09.02)         | Bjørn Dæhlie · Noruega · 36:57,2                                                   | Gunde Svan · Suecia · 37:05,6                                                        | Vladimir Smirnov URSS 37:07,8                                                            |
| 30 km EC (07.02)         | Gunde Svan · Suecia · 1:16:12,4                                                    | Vladimir Smirnov URSS 1:16:17,3                                                      | Vegard Ulvang · Noruega · 1:16:32,8                                                      |
| 50 km EL (17.02)         | Torgny Mogren · Suecia · 2:03:31,6                                                 | Gunde Svan · Suecia · 2:03:48,8                                                      | Maurilio De Zolt · Italia · 2:04:01,7                                                    |
| Relevo 4 × 10 km (15.02) | Noruega · Øyvind Skaanes · Terje Langli · Vegard Ulvang · Bjørn Dæhlie · 1:39:47,3 | Suecia · Thomas Eriksson · Christer Majbäck · Gunde Svan · Torgny Mogren · 1:41:39,1 | Finlandia · Mika Kuusisto · Harri Kirvesniemi · Jari Isometsä · Jari Räsänen · 1:42:10,0 |

### Femenino
| Evento                  | Oro                                                                       | Plata                                                                                       | Bronce                                                                                       |
| ----------------------- | ------------------------------------------------------------------------- | ------------------------------------------------------------------------------------------- | -------------------------------------------------------------------------------------------- |
| 5 km EC (12.02)         | Trude Dybendahl · Noruega · 14:04,2                                       | Marja-Liisa Kirvesniemi · Finlandia · 14:04,9                                               | Manuela Di Centa · Italia · 14:24,1                                                          |
| 10 km EL (10.02)        | Yelena Välbe URSS 28:25,9                                                 | Marie-Helene Östlund · Suecia · 28:54,9                                                     | Tamara Tijonova URSS 29:06,5                                                                 |
| 15 km EC (08.02)        | Yelena Välbe URSS 44:58,5                                                 | Trude Dybendahl · Noruega · 46:02,4                                                         | Stefania Belmondo · Italia · 46:31,4                                                         |
| 30 km EL (16.02)        | Liubov Yegorova URSS 1:20:26,8                                            | Yelena Välbe URSS 1:21:02,4                                                                 | Manuela Di Centa · Italia · 1:21:15,3                                                        |
| Relevo 4 × 5 km (15.02) | URSS Liubov Yegorova Raisa Smetanina Tamara Tijonova Yelena Välbe 55:36,3 | Italia · Bice Vanzetta · Manuela Di Centa · Gabriella Paruzzi · Stefania Belmondo · 56:22,5 | Noruega · Solveig Pedersen · Inger Helene Nybråten · Elin Nilsen · Trude Dybendahl · 56:34,5 |

## Salto en esquí
| Evento                              | Oro                                                                                 | Plata                                                                                  | Bronce                                                                             |
| ----------------------------------- | ----------------------------------------------------------------------------------- | -------------------------------------------------------------------------------------- | ---------------------------------------------------------------------------------- |
| Trampolín normal individual (16.02) | Heinz Kuttin · Austria · 222,9 pts.                                                 | Kent Johanssen · Noruega · 222,0 pts.                                                  | Ari-Pekka Nikkola · Finlandia · 219,5 pts.                                         |
| Trampolín grande individual (10.02) | Franci Petek Yugoslavia 217,5                                                       | Rune Olijnyk · Noruega · 216,3                                                         | Jens Weißflog · Alemania · 210,0                                                   |
| Trampolín grande por equipo (08.02) | Austria · Heinz Kuttin · Ernst Vettori · Stefan Horngacher · Andreas Felder · 567,5 | Finlandia · Ari-Pekka Nikkola · Raimo Ylipulli · Vesa Hakala · Risto Laakkonen · 562,8 | Alemania · Heiko Hunger · André Kiesewetter · Dieter Thoma · Jens Weißflog · 549,4 |

## Combinada nórdica
| Evento                        | Oro                                                         | Plata                                              | Bronce                                          |
| ----------------------------- | ----------------------------------------------------------- | -------------------------------------------------- | ----------------------------------------------- |
| TN + 15 km individual (07.02) | Fred Børre Lundberg · Noruega ·                             | Klaus Sulzenbacher · Austria ·                     | Klaus Ofner · Austria ·                         |
| TN + 3 × 10 km (08.02)        | Austria · Günther Csar · Klaus Ofner · Klaus Sulzenbacher · | Francia Francis Repellin Xavier Girard Fabrice Guy | Japón Reiichi Mikata Masashi Abe Kazuoki Kodama |

## Medallero
| Núm. | País       | Oro | Plata | Bronce | Total |
| ---- | ---------- | --- | ----- | ------ | ----- |
| 1    | Noruega    | 5   | 3     | 2      | 10    |
| 2    | URSS       | 4   | 2     | 2      | 8     |
| 3    | Austria    | 3   | 1     | 1      | 5     |
| 4    | Suecia     | 2   | 5     | 1      | 8     |
| 5    | Yugoslavia | 1   | 0     | 0      | 1     |
| 6    | Finlandia  | 0   | 2     | 2      | 4     |
| 7    | Italia     | 0   | 1     | 4      | 5     |
| 8    | Francia    | 0   | 1     | 0      | 1     |
| 9    | Alemania   | 0   | 0     | 2      | 2     |
| 10   | Japón      | 0   | 0     | 1      | 1     |
|      | TOTAL      | 15  | 15    | 15     | 45    |